# Catasetum apolloi
Catasetum apolloi är en orkidéart som beskrevs av Benelli och Grade. Catasetum apolloi ingår i släktet Catasetum och familjen orkidéer. Inga underarter finns listade i Catalogue of Life.